# Jake Roberts (montatore)
Jake Roberts (Londra, 26 giugno 1977) è un montatore britannico.

## Biografia
Attivo in campo televisivo e cinematografico dai primi anni 2000, ha collaborato in diverse occasioni con il regista David Mackenzie, tra cui nel film Hell or High Water, che gli è valso una candidatura all'Oscar al miglior montaggio nel 2017.

## Filmografia parziale
- Perfect Sense, regia di David Mackenzie (2011)
- Il ribelle - Starred Up (Starred Up), regia di David Mackenzie (2013)
- Posh (The Riot Club), regia di Lone Scherfig (2014)
- Brooklyn, regia di John Crowley (2015)
- Hell or High Water, regia di David Mackenzie (2016)
- Codice criminale (Trespass Against Us), regia di Adam Smith (2016)
- Come ti ammazzo il bodyguard (The Hitman's Bodyguard), regia di Patrick Hughes (2017)
- Outlaw King - Il re fuorilegge (Outlaw King), regia di David Mackenzie (2018)
- Men, regia di Alex Garland (2022)
- Civil War, regia di Alex Garland (2024)
- Alien: Romulus, regia di Fede Álvarez (2024)

## Riconoscimenti
- Premio Oscar
  - 2017 - Candidatura per il miglior montaggio per Hell or High Water